# Białka (dopływ Pilicy)
Białka, Biała – rzeka w środkowej Polsce, lewy dopływ Pilicy o długości 26,6 km i powierzchni dorzecza 144 km². Płynie na Wyżynie Przedborskiej, w województwie śląskim.
Rzeka wypływa kilkoma strumieniami we wsi Irządze, na południowy wschód od Lelowa (w tzw. Progu Lelowskim), płynie przez Nieckę Włoszczowską, a do Pilicy uchodzi w Koniecpolu. 
Przy ujściu rzeki znajduje się bagno o powierzchni ok. 10 km².
Ważniejsze miejscowości nad Białką: Turzyn, Lelów, Biała Wielka, Wąsosz, Koniecpol.

## Dopływy
- Halszka (L)